# Coleocentrus chipsanii
Coleocentrus chipsanii är en stekelart som först beskrevs av Matsumura 1911.  Coleocentrus chipsanii ingår i släktet Coleocentrus och familjen brokparasitsteklar. Inga underarter finns listade i Catalogue of Life.